# Johanna Pfaff
Johanna Pfaff (* 1979 in Kempten, bürgerlich Johanna Zähle) ist eine deutsche Drehbuchautorin und Regisseurin. Bekannt wurde sie durch die Regie mit ihrem Ehemann Max Zähle an dem Film Schrotten! aus dem Jahr 2016 und der Regie bei mehreren Folgen von Das Pubertier.

## Leben
Johanna Pfaff ist die Tochter des Schauspielers Dieter Pfaff und der Filmproduzentin Eva Maria Emminger. Sie ist mit dem Regisseur Max Zähle verheiratet. Das Paar hat mehrere Kinder und lebt in Hamburg-Altona. Pfaffs Bruder Maximilian ist auch Schauspieler.
2005 und 2013 führte sie Regie an mehreren Folgen der Fernsehserie Küstenwache. 2016 schrieben Pfaff und Zähle gemeinsam das Drehbuch zu Schrotten! und führten Regie.

## Filmografie
- 2005: Küstenwache
- 2010: Lichtblau – Neues Leben Mexiko
- 2011: Danni Lowinski
- 2011: Am Kreuzweg
- 2011: Donna Leon
- 2012: Flemming
- 2014: Spreewaldkrimi: Die Sturmnacht
- 2016: Schrotten!
- 2017: Das Pubertier